# Đoàn Huệ Nhu
Đoàn Huệ Nhu  (?-?) người xã Phù Vệ huyện Ngự Thiên (nay thuộc xã Liên Hiệp huyện Hưng Hà tỉnh Thái Bình).
Ông đỗ đệ tam giáp, đồng tiến sĩ xuất thân khoa Đinh Mùi niên hiệu Hồng Đức năm thứ 18 (1487), làm quan Thừa chính sứ .